# Капелла Королевского колледжа
Капелла Королевского колледжа в Кембридже, Англия — шедевр английской перпендикулярной готики и эпохи Тюдор-Ренессанса в Англии, считается «визитной карточкой» университетского Кембриджа.

## История
Кембридж и Оксфорд, города, где находились крупнейшие в Англии университеты, всегда привлекали особое внимание английской короны. Это означало, в том числе, интерес монархов к строительству колледжей и связанных с ними построек и учреждений.
Строительство капеллы Королевского колледжа начато в 1444 году по повелению английского короля Генриха VI, который сам определил размеры будущего грандиозного сооружения. 25 июля 1446 года Генрих VI лично заложил первый камень в основание здания. Архитекторами капеллы называют Реджинальда Эли и Николаса Клооса. К окончанию царствования Ричарда III (1485 год), несмотря на Войну роз было завершено и подведено под крышу пять пролётов капеллы. В 1506 году Кембридж посетил король Генрих VII и предоставил средства на окончание строительства, причём оставил их с таким расчётом, чтобы строительство могло продолжаться и после его смерти. В 1515 году, при Генрихе VIII, строительство капеллы в Кембридже было завершено архитектором Джоном Уэстеллом.
Во время Гражданской войны XVII века капеллу использовали в качестве учебного полигона войсками Оливера Кромвеля. Однако она избежала серьёзных повреждений, возможно, потому, что Кромвель сам в своё время был кембриджским студентом. Надписи, оставленные солдатами армии парламента, до сих пор можно найти на северной и южной стенах алтаря. Во время Второй мировой войны большая часть витражей была снята, а здание капеллы Королевского колледжа осталось невредимым.
Капеллу Королевского колледжа активно используют как по своему прямому назначению, так и для проведения торжественных мероприятий колледжа. Так, ежегодно в мае Королевское музыкальное общество проводит неделю музыкальных концертов. Это событие неизменно популярно среди студентов, выпускников и гостей Кембриджа, не в последнюю очередь благодаря бесплатному шампанскому и клубнике со сливками, которыми угощают после концерта. Капелла знаменита своей великолепной акустикой, широко известен хор Королевского колледжа, состоящий из студентов Кембриджского университета.

## Архитектура
Возведённая под эгидой королевской власти для Королевского колледжа Кембриджа, капелла имеет поистине королевские размеры. Длина здания — 289 футов (88 метров), ширина нефа 12 метров, высота сводов 29 метров. Здание имеет ясно читаемую форму прямоугольного параллелепипеда, объём которого явно больше функционально обоснованных величин.
Капелла Королевского колледжа по праву может считаться эталоном перпендикулярного стиля в готике. Её необычная для ранних готических сооружений прямоугольная планировка возникла как результат накопленного ранее технического опыта возведения церковных сооружений. Высокие стены капеллы прорезаны широкими застеклёнными плоскостями оконных пролётов, перемежающихся с детально проработанными скульптурами. Это чисто английская архитектурная традиция стиля «перпендикулярной готики», не имеющая аналогов в европейском зодчестве. Размещение на боковых стенах больших оконных проёмов стало возможно благодаря системе опоясывающих здание контрфорсов. Выразительный главный фасад наполовину заполнен огромным окном с витражами. Две угловые башни оттеняют застеклённую плоскость фасада, напоминая башни английских замков, что соответствует архитектурным канонам XV века.
Устремлённость ввысь подчёркивается тонкими изысканными колоннами, поддерживающими веерные перекрытия свода. Веерное перекрытие — яркая особенность английской готики, ранее такое решение применялось только для сравнительно небольших помещений. Впервые оно было применено в архитектуре Глостерского собора, но только в Кембридже веерная конструкция сводов получила яркое и цельное художественное воплощение. Особое восхищение вызывает тот факт, что веерный свод капеллы возведён не традиционным способом, когда сначала выкладываются нервюры, а потом заполняется пространство меж ними; а собран из резных каменных блоков немалой массы, которые поднимались и устанавливались на головокружительной высоте.
Витражи капеллы Королевского колледжа в Кембридже считаются одними из лучших произведений искусства XVI века. Восточное фасадное и двадцать четыре боковых окна застеклены фламандскими мастерами в 1515—1531 годах. Лишь большое окно в западной стене получило витражное остекление только в 1879 году.